# Johan Becker
Johan Henrik Peter Becker, född 27 mars 1971 i Helsingfors, uppvuxen i Närpes, är en finlandssvensk artist och låtskrivare.
Han blev tidigt intresserad av musik och började spela trummor vid 7 års ålder I tonåren spelade han i hårdrocksband. 1997 flyttade Becker till Sverige för att ägna sig åt låtskrivande. Han har skrivit låtar till bland annat Girls' Generation, Exile, A-Teens, Peter Jöback, Star Pilots, och Dreamcatcher. 
Becker slog igenom då han vann dokusåpan Fame Factory 2004. Debutsingeln "Let Me Love You" blev som bäst trea på svenska försäljningslistan och "As Long As We're Together" låg på Svensktoppen. Samma år var han låtskrivare till Sandra Dahlbergs melodifestivalbidrag "Här stannar jag kvar" och han medverkade själv vid framträdandet.
Han medverkade i Melodifestivalen 2005 som en del av popduon The Wallstones och framförde låten "Invisible People".
9 september 2006 gifte han sig med kollegan Carola Szücs i Kristianstad och tillsammans har de döttrarna Bianca och Olivia. Alla fyra bär numera efternamnet Becker och är bosatta i Stockholm.
2009 medverkade han som låtskrivare och ende sångare i melodifestivalen med gruppen Star Pilots "Higher". Johan Becker gick in som nr 21 på brittiska singellistan i maj 2009 med låten "In the heat of the night" som var startskottet för Star Pilots.
2011–2012 gjorde Johan succé i Japan med låten "Rising Sun" framfört av gruppen Exile. Singeln gick direkt in på Oricon charts 1:a plats. 
2012 skrev/producerade Johan tillsammans med Fredrik Thomander låten "Paparazzi" till Girls Generation som även den nådde #1 på den japanska Oriconlistan.
2013 vann han tillsammans med Sharon Vaughn och bröderna Thott Foreign Work Award som JASRAC delar ut åt den utländska sång som tjänat mest royalties i Japan. Den vinnande kompositionen hette ursprungligen Runaway men med japansk sångtext av Atsushi fick låten den nya titeln Rising Sun. Sången framfördes av Exile och var den officiella välgörenhetssången efter tsunamikatastrofen 2011. Johan är sedan 2018 sångare och gitarrist  i den svenska gruppen Secret Service.